# ماري أنتوني
ماري أنتوني (بالإنجليزية: Mary Anthony)‏ هي راقصة أمريكية، ولدت في 11 نوفمبر 1916 في نيوبورت في الولايات المتحدة، وتوفيت في 31 مايو 2014 في مانهاتن في الولايات المتحدة.